# رومان نوكس
رومان نوكس (بالإنجليزية: Roman Knox)‏ (25 نوفمبر 1999 في الولايات المتحدة - ) هو لاعب كرة قدم أمريكي في مركز الوسط.

## وصلات خارجية
- رومان نوكس على موقع قاعدة بيانات كرة القدم.إي يو (الإنجليزية)
- رومان نوكس على موقع Soccerway.com (الإنجليزية)